# Avelia Liberty
Avelia Liberty é um trem de passageiros de alta velocidade feito para a Acela pela empresa francesa Alstom e montado nos Estados Unidos. É parte da família Avelia de trens de alta velocidade, que inclui o Avelia Horizon, projetado para o TGV.
A Amtrak encomendou 28 composições para uso na Acela, ferrovia de alta velocidade entre Boston e Washington, D.C., passando por Nova Iorque e Filadélfia. Os trens poderão oferecer maior velocidade e capacidade para serviços na ferrovia.

## História

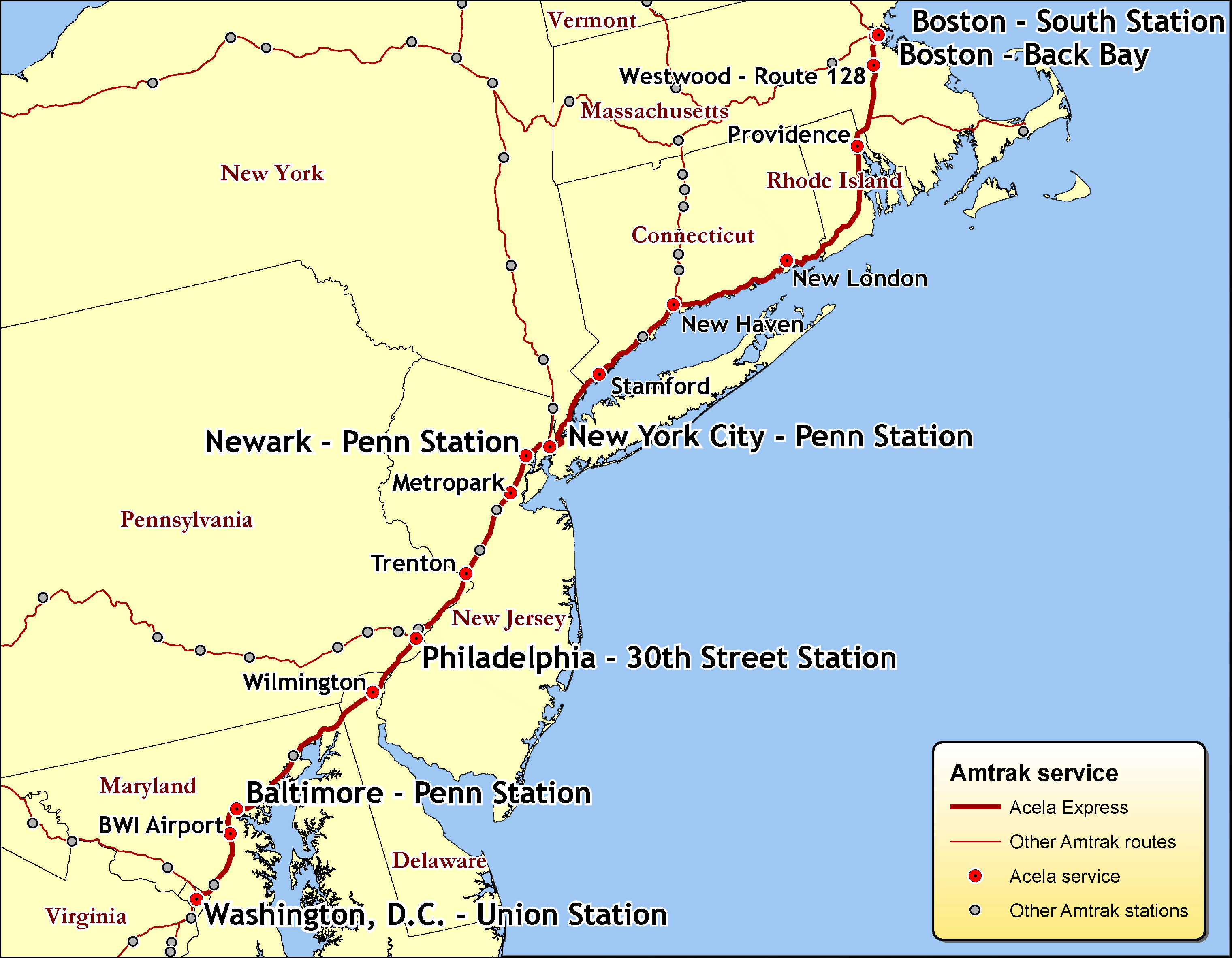
O Avelia Liberty será usado na ferrovia eletrificada Acela, entre Boston e Washington e mostrada em vermelho no mapa.

Em agosto de 2016, a Amtrak anunciou um empréstimo de US$2.4 bilhões do Departamento de Transporte dos Estados Unidos para a compra de novos trens de alta velocidade da Alstom para a Acela. A Alstom irá fornecer suporte técnico e componentes de reposição no longo prazo. Esses trens da próxima geração irão substituir as atuais 20 composições da Bobardier-Alstom que estão quase no fim de sua vida útil.
Segundo a Amtrak, os trens Avelia Liberty vão permitir uma maior frequência e capacidade na Acela. As 28 composições encomendadas irão permitir uma frequência maior na ferrovia, inclusive nos serviços de horário de pico entre Nova Iorque e Washington, D.C. Cada um dos novos trens terá 385 assentos (25% a mais do que nos trens atuais), tendo assim uma capacidade maior.
A montagem das composições está ocorrendo nas fábricas da Alstom em Hornell e Rochester, ambas em Nova Iorque. A construção das carrocerias dos vagões e dos componentes principais começou em outubro de 2017, em Hornell. O primeiro primeiro protótipo foi enviado ao Transportation Technology Center, Inc. (TTCI) em Pueblo, Colorado, em fevereiro de 2020, para testagem. Durante os nove meses de testes, os trens foram testados à velocidades de 266 km/h. Um segundo protótipo foi entregue para testagem na rota da Acela, que começou em maio de 2020. O primeiro teste a percorrer toda a rota da Acela, foi em 28 de setembro de 2020.
O primeiro trem é esperado para entrar em operação em 2021, com todos as novas composições entrando em operação em 2022, com isso, a Amtrak retirará de operação a antiga frota.

## Especificações
Cada composição Avelia Liberty tem uma locomotiva em cada terminação, e nove vagões de passageiros. Três vagões podem ser adicionados dependendo da demanda. Cada locomotiva tem um sistema de absorção de impacto, para atender os padrões da Administração Ferroviária Federal, que também reduz em 30% o peso do trem. Os trens também vão contar com entradas USB, tomadas elétricas, Wi-Fi, acessibilidade e outras facilidades.
As composições também são equipadas com sistema pendular, chamado de Tiltronix pela Alstom, que permite velocidades mais altas em curvas da ferrovia.
Os novos trens, assim como melhorias nos trilhos e na sinalização, vão permitir uma velocidade de 260 km/h em algumas partes da rota. Várias melhorias na sinalização e nos trilhos estão em andamento ou já foram concluídas.